# Senna glutinosa
Senna glutinosa là một loài thực vật có hoa trong họ Đậu. Loài này được (DC.) Randell miêu tả khoa học đầu tiên năm 1989.